# Tuva
Tuva (in russo Республика Тыва?, Respublika Tyva; in tuvano Тыва Республика, Tıva Respublika) è una delle ventidue repubbliche della Federazione Russa. Si trova in Siberia centro-meridionale, lungo il confine con la Mongolia. Tuva è stata una repubblica indipendente, con il nome di Repubblica Popolare di Tuva, dal 1921 fino all'annessione russa (1944).
Dei circa 300.000 abitanti, due terzi appartengono all'etnia tuvana.
La capitale è la città di Kyzyl (119.438 ab./2020).
In Tuva si parla il tuvano, lingua di ceppo turco, mentre il russo è usato dai russi e come lingua franca.
Le religioni diffuse sono il buddismo tibetano e lo sciamanesimo tuvano; in alcune zone impervie si trovano comunità di Vecchi Credenti, ortodossi scismatici.
L'80% della superficie di Tuva è coperto da alte montagne che arrivano ai 4000 m. È attraversata da est a ovest dal fiume Enisej, che sfocia nell'oceano Artico dopo oltre 3.300 km; vi sono numerosi laghi (circa 400). Il paesaggio è caratterizzato da vastissime foreste di conifere e betulle.
Tuva è famosa per il caratteristico canto difonico "xöömej".

## Storia
Appartenuta all'Impero cinese fin dal 1757, la regione del Tannu entrò nelle mire espansionistiche zariste già dal 1858. In séguito alla caduta della Dinastia Qing in Cina, nel 1911, ed all'instaurazione della repubblica con Sun Yat-sen, la Mongolia e Tuva si dichiararono indipendenti e si posero sotto la protezione zarista. Il modello adottato dai due stati era quella di repubblica teocratica lamaista, il medesimo adottato dal Tibet con cui condividevano religione e tradizioni. In seguito alla Rivoluzione russa del 1917, le truppe comuniste invasero Tuva nel gennaio 1920. Il caos conseguente consentì ai tuvani di proclamare ancora una volta la loro indipendenza. Il 14 agosto 1921 una rivolta bolscevica sostenuta dalla Russia istituì la Repubblica Popolare di Tuva, chiamata Tannu Tuva fino al 1926. Il nome della capitale, Belocarsk (Белоцарск), venne cambiato in Kyzyl ('Rossa', in turco; russo: 'Кызыл'). Un trattato tra l'Unione Sovietica e la Repubblica Popolare Mongola nel 1926 affermò l'indipendenza del paese.
Il Primo Ministro di Tuva fu Donduk Kuular. Kuular favorì il buddhismo come religione di Stato, e cercò di limitare la propaganda proveniente dalla Russia. Egli cercò anche di stabilire legami con la Mongolia. L'Unione Sovietica divenne sempre più preoccupata di queste iniziative, durate fino al 1929, quando il Primo Ministro Kuular venne arrestato e poi giustiziato.
In URSS, nel frattempo (1930), cinque membri del KUTV (Università degli Studi sull'Oriente comunista), lo stesso gruppo che Kuular seguiva, furono designati Commissari straordinari di Tuva. Il dominio incondizionato del governo di Stalin purgò circa un terzo dei membri del Partito comunista di Tuva, e portò alla collettivizzazione delle colture all'interno del paese, tradizionalmente nomade. Il nuovo governo cercò di distruggere il buddhismo e lo sciamanesimo a Tuva, una politica voluta da Stalin. Elemento di prova di queste azioni può essere visto nella diminuzione del numero dei lama nel paese: nel 1929 vi furono 25 proclamazioni di lama, ed erano presenti quasi 4.000 lama e sciamani; nel 1931 vi fu una sola proclamazione di un lama, ed erano presenti 15 lama e circa 725 sciamani. Il tentativo di repressione del nomadismo ebbe meno successo: un censimento nel 1931 dimostrò che l'82,2% dei tuvani era rimasto nomade.
Salchak Toka, uno dei commissari speciali, venne nominato Segretario Generale del Partito rivoluzionario popolare di Tuva nel 1932, e restò al potere fino alla sua morte, avvenuta nel 1973.
Tuva entrò nella seconda guerra mondiale con gli alleati il 25 giugno 1941, tre giorni dopo l'Unione Sovietica. L'11 ottobre 1944, con l'approvazione del Khural (parlamento) di Tuva, Tuva venne inclusa nell'Unione Sovietica come Oblast' autonoma. A Toka venne consegnato il titolo di segretario del Partito comunista di Tuva. Tuva è stata una repubblica autonoma (Repubblica socialista sovietica autonoma di Tuva) dal 10 ottobre 1961 fino al 1992. Sebbene ci siano stati negoziati per il ripristino della sovranità di Tuva essi finora non hanno avuto alcun impatto per diversi motivi, tra i quali la dipendenza dall'economia russa e la "russificazione" della popolazione (anche se il 75% circa appartiene al gruppo etnico tuvano).

## Fuso orario
La repubblica di Tuva è inquadrata nel fuso orario di Krasnojarsk (UTC+7).

## Geografia antropica

### Suddivisioni amministrative

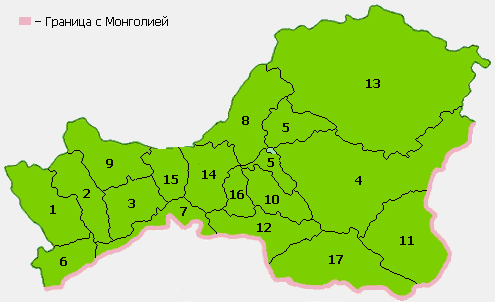
Divisioni amministrative della Repubblica di Tuva. (La linea rosa descrive il confine con la Mongolia)

#### Kožuun
La Repubblica di Tuva comprende due città-distretto (Kyzyl e Ak-Dovurak) e 17 distretti denominati kožuun (кожуун). Fra parentesi il capoluogo. (Il numero a fianco indica il riferimento nella mappa):
- Baj-Tajginskij (Tėėli) - 1
- Barun-Chemčikskij (Kyzyl-Mažalyk) - 2
- Dzun-Chemčikskij (Čadan) - 3
- Kaa-Chemskij (Saryg-Sep) - 4
- Kyzylskij (Kaa-Chem) - 5
- Mongun-Tajginskij (Mugur-Aksy) - 6
- Ovjurskij (Chandagajty) - 7
- Pij-Chemskij (Turan) - 8
- Sut-Chol'skij (Sug-Aksy) - 9
- Tandinskij (Baj-Chaak) - 10
- Tere-Chol'skij (Kungurtug) - 11
- Tes-Chemskij (Samagaltaj) - 12
- Todžinskij (Toora-Chem) - 13
- Ulug-Chemskij (Šagonar) - 14
- Čaa-Chol'skij (Čaa-Chol') - 15
- Čedi-Chol'skij (Chovu-Aksy) - 16
- Ėrzinskij (Ėrzin) - 17

I kožuun sono poi a loro volta suddivisi in sumon.

## Geografia fisica

### Territorio
Il punto più alto della regione è il massiccio Mongun-Tajga che ha un'altezza di 3 976 m s.l.m..

### Clima
Media temperature di gennaio: −32 °C.
Media temperature di luglio: +18 °C.
Media delle precipitazioni annue: 150 mm (pianura); 1.000 mm (montagna)
Gran parte della regione è ricoperta dal permafrost.